# レオ・ベルサーニ
レオ・ベルサーニ（Leo Bersani, 1931年4月16日 - 2022年2月20日）は、アメリカ合衆国の文学理論家、カリフォルニア大学バークレー校フランス文学名誉教授。ウェルズリー大学とラトガース大学でも教鞭をとった。1992年、アメリカ芸術科学アカデミーのフェローに選出された。
ベルサーニはフランスのコレージュ・ド・フランス（ミシェル・フーコーが招聘）と社会科学高等研究院の客員講師、ハーバード大学ロマンス語学科の客員教授を務めた。
著書は多くの言語に翻訳されている。研究分野は、フランス文学、精神分析学、アート、現代思想、クイア理論、絵画、映画（ジャン＝リュック・ゴダール『軽蔑』、『パッション』、ペドロ・アルモドバル『オール・アバウト・マイ・マザー』、パトリス・ルコント『親密すぎるうちあけ話』など）まで多岐にわたる。精神分析学に関する雑誌『L'Unebévue』に定期的に寄稿している。
ベルサーニの著書『ホモセクシュアルとは（Homos）』によれば、ホモフォビアが勢いを強めているだけでなく、同性愛者として自己同定することをためらうゲイやレズビアンの数も増えているという。

## 受賞歴
- 2004年：ジークムント・フロイト講義（ウィーン）

## 著書
- Marcel Proust: The Fictions of Life and of Art (Oxford Univ. Press, 1965)
- Balzac to Beckett (Oxford Univ. Press, 1970)
- A Future for Astyanax (Little, Brown, 1976)
- Baudelaire and Freud (Univ. California Press, 1977)
山県直子訳『ボードレールとフロイト』法政大学出版局、1984年
- The Death of Stéphane Mallarmé (Cambridge Univ. Press, 1982)
- The Forms of Violence (with Ulysses Dutoit, Schocken Books, N.Y., 1985)
- The Freudian Body: Psychoanalysis and Art (Columbia University Press, 1986)
長原豊訳『フロイト的身体――精神分析と美学』青土社、1999年
- The Culture of Redemption (Harvard Univ. Press, 1990)
- Arts of Impoverishment: Beckett, Rothko and Resnais (with Ulysse Dutoit, Harvard Univ. Press, 1993);
- Homos (Harvard Univ. Press, 1995)
船倉正憲訳『ホモセクシュアルとは』法政大学出版局、1996年
- Caravaggio's Secrets (with Ulysse Dutoit, MIT Press, 1998)
- Caravaggio (with Ulysse Dutoit, British Film Institute, 1999)
- Forming Couples: Godard's Contempt (with Ulysse Dutoit, Legenda/European Humanities Research Centre, 2003)
- Forms of Being: Cinema, Aesthetics, Subjectivity (with Ulysse Dutoit, British Film Institute, 2004)
- Intimacies (with Adam Phillips, Univ. Chicago Press, 2008)
檜垣立哉、宮澤由歌訳『親密性』洛北出版、2012年
- Is the Rectum a Grave? and Other Essays (Univ. Chicago Press, 2010)
- Thoughts and Things (Univ. Chicago Press, 2015)